# Claudio Reyna
Claudio Reyna (Livingston, 1973. július 20. –) amerikai válogatott labdarúgó, legutóbb a Red Bull New York játékosa, egyben csapatkapitánya is volt. 2008 nyarán vonult vissza.
A válogatottban több, mint százszor lépett pályára, ezeken nyolc gólt szerzett.

## Karrierje

### Kezdetek
Argentin származású, apja 1968-ban költözött az USA-ba. Ő maga fiatalkorában az Independiente utánpótlás-együtteseiben játszott, felnőttként pedig a Los Andes együttesében szerepelt. New Jersey-ben telepedett le, ahol egy portugál származású nőt vett feleségül. [forrás?] Gyerekként a Szent Benedek általános iskolába járt, ahol az ugyancsak ismert labdarúgó, Gregg Berhalter csapattársa volt.
Az itt töltött három év alatt az iskola csapata veretlen maradt, és ő lett az egyetlen, akit kétszer is megválasztottak az év legjobb középiskolai játékosának. A The Star-Ledger című helyi lap a 90-es évek 10 legjobb középiskolai labdarúgója közé választotta.
1991-ben a Virginiai Egyetemre jelentkezett, ahol a későbbi szövetségi kapitány, Bruce Arena volt az edzője.

### Németország
Miután jó teljesítményt nyújtott az 1994-es, hazai rendezésű vb-n, aláírta első európai szerződését, a német Bayer Leverkusennel. Mivel itt nem kapott rendszeres játéklehetőséget, a „gyógyszergyáriak” kölcsönadták őt a Wolfsburgnak. Itt hamar kiharcolta kezdőcsapatbeli helyét, és az első amerikai labdarúgó lett, aki európai csapat kapitánya lett.
Második szezonja alatt kezdtek el érdeklődni érte a nagyobb európai csapatok.

### Rangers
1999 telén végül a legsikeresebb skót csapat, a Rangers szerződtette. Bár Németországban és hazája válogatottjában inkább irányítót játszott, itt leginkább védekező középpályásként vagy jobbhátvédként számítottak rá. Így is szerzett 10 gólt az itt töltött két és fél év alatt.

### Sunderland
2001 telén lett a Sunderland játékosa. Első szezonjában stabil kezdő volt, azonban a következő idény nagy részét egy súlyos sérülés miatt kihagyta.
A Sunderland végül 2003 nyarán vált meg tőle, mintegy másfél millió font ellenében.

### Manchester City
A Manchester Citynél eltöltött éveket gyakran beárnyékolták kisebb-nagyobb sérülések. A 2004-05-ös szezonban emiatt például fél évet kellett kihagynia. Végül összesen 87 mérkőzésen lépett pályára a kisebbik manchesteri klub színeiben, ezeken négy gólt szerzett.
2007. január 11-én a vezetőedző, Stuart Pierce bejelentette, hogy nem hosszabbítanak szerződést Reynával. Ennek oka az volt, hogy Reyna családi okok miatt haza szeretett volna térni.

### New York Red Bulls
Karrierje utolsó csapata az MLS-ben szereplő Red Bull New York volt, ahol együtt dolgozhatott korábbi trénerével, Bruce Arenával. Akárcsak Angliában, itt is sok sérülés hátráltatta. Két év után, 2008 nyarán jelentette be visszavonulását.

### Válogatott
Első válogatott-meccsét Norvégia ellen játszotta 1994-ben. Ebben az évben bekerült a hazai rendezésű vb-n szereplő keretbe is, azonban sérülés miatt végül nem játszhatott.
Később még három világbajnokságon játszhatott, 2006-ig minden tornán tagja volt a nemzeti csapat keretének.
A vb-k mellett játszott több Copa Amérián, ezenkívül az 1992-es és az 1996-os olimpiákon is.
Az angol sajtó gyakran az Amerika Kapitány becenévvel illette, a válogatottban betöltött csapatkapitányi szerepe miatt.

## Karrierje statisztikái
| Teljesítmény klubjában | Teljesítmény klubjában | Teljesítmény klubjában  | Bajnokság | Bajnokság | Kupa                   | Kupa                   | Ligakupa                | Ligakupa                | Nemzetközi    | Nemzetközi    | Összesen | Összesen |
| Szezon                 | Klub                   | Bajnokság               | Mérk.     | Gól       | Mérk.                  | Gól                    | Mérk.                   | Gól                     | Mérk.         | Gól           | Mérk.    | Gól      |
| Németország            | Németország            | Németország             | Bajnokság | Bajnokság | DFB-Pokal              | DFB-Pokal              | Premiere Ligapokal      | Premiere Ligapokal      | Európa        | Európa        | Összesen | Összesen |
| ---------------------- | ---------------------- | ----------------------- | --------- | --------- | ---------------------- | ---------------------- | ----------------------- | ----------------------- | ------------- | ------------- | -------- | -------- |
| 1995-96                | Bayer Leverkusen       | Bundesliga              | 21        | 0         |                        |                        |                         |                         |               |               |          |          |
| 1996-97                | Bayer Leverkusen       | Bundesliga              | 5         | 0         |                        |                        |                         |                         |               |               |          |          |
| 1997-98                | Wolfsburg              | Bundesliga              | 28        | 4         |                        |                        |                         |                         |               |               |          |          |
| 1998-99                | Wolfsburg              | Bundesliga              | 20        | 2         |                        |                        |                         |                         |               |               |          |          |
| Skócia                 | Skócia                 | Skócia                  | Bajnokság | Bajnokság | Skót labdarúgókupa     | Skót labdarúgókupa     | Skót labdarúgó-ligakupa | Skót labdarúgó-ligakupa | Európa        | Európa        | Összesen | Összesen |
| 1998-99                | Rangers                | Scottish Premier League | 6         | 0         |                        |                        |                         |                         |               |               |          |          |
| 1999-00                | Rangers                | Scottish Premier League | 29        | 5         |                        |                        |                         |                         |               |               |          |          |
| 2000-01                | Rangers                | Scottish Premier League | 18        | 2         |                        |                        |                         |                         |               |               |          |          |
| 2001-02                | Rangers                | Scottish Premier League | 10        | 2         |                        |                        |                         |                         |               |               |          |          |
| Anglia                 | Anglia                 | Anglia                  | Bajnokság | Bajnokság | FA-kupa                | FA-kupa                | League Cup              | League Cup              | Európa        | Európa        | Összesen | Összesen |
| 2001-02                | Sunderland             | Premier League          | 17        | 3         |                        |                        |                         |                         |               |               |          |          |
| 2002-03                | Sunderland             | Premier League          | 11        | 0         |                        |                        |                         |                         |               |               |          |          |
| 2003-04                | Manchester City        | Premier League          | 23        | 1         |                        |                        |                         |                         |               |               |          |          |
| 2004-05                | Manchester City        | Premier League          | 17        | 2         |                        |                        |                         |                         |               |               |          |          |
| 2005-06                | Manchester City        | Premier League          | 22        | 1         |                        |                        |                         |                         |               |               |          |          |
| 2006-07                | Manchester City        | Premier League          | 15        | 0         |                        |                        |                         |                         |               |               |          |          |
| USA                    | USA                    | USA                     | Bajnokság | Bajnokság | Amerikai labdarúgókupa | Amerikai labdarúgókupa | Ligakupa                | Ligakupa                | Észak-Amerika | Észak-Amerika | Összesen | Összesen |
| 2007                   | Red Bull New York      | Major League Soccer     | 23        | 0         |                        |                        |                         |                         |               |               |          |          |
| 2008                   | Red Bull New York      | Major League Soccer     | 6         | 0         |                        |                        |                         |                         |               |               |          |          |
| Összesen               | Németország            | Németország             | 74        | 6         |                        |                        |                         |                         |               |               |          |          |
| Összesen               | Skócia                 | Skócia                  | 63        | 9         |                        |                        |                         |                         |               |               |          |          |
| Összesen               | Anglia                 | Anglia                  | 105       | 7         |                        |                        |                         |                         |               |               |          |          |
| Összesen               | USA                    | USA                     | 29        | 0         |                        |                        |                         |                         |               |               |          |          |
| Karrierje összesen     | Karrierje összesen     | Karrierje összesen      | 271       | 22        |                        |                        |                         |                         |               |               |          |          |

## Sikerek
- Rangers:
  - Bajnok: 1999-2000
  - Kupagyőztes: 1999-2000

## Magánélete
Nős, felesége Danielle Egan, aki szintén labdarúgó, az amerikai női válogatottnak is tagja volt. 1997-ben házasodtak össze. Két fiuk van, Jack és Giovanni, utóbbit Reyna jó barátja, Giovanni van Bronckhorst után nevezték el.
Jelenleg a Claudio Reyna Alapítvánnyal foglalkozik, amely nehezebb anyagi helyzetben lévő fiatal labdarúgókat támogat, nem csak hazájában, de külföldön is.